# أحبيني (أغنية جاستن بيبر)
أحبيني (بالإنجليزية: Love Me)‏ هي أغنية من قبل الفنان الكندي جاستن بيبر. تم إصدار الأغنية علي آي تيونز كأول أغنية ترويجية له في أسطوانتة المطولة الأولى ماي ورلد.

## وصلات خارجية
- كلمات الأغنية الكاملة على مترولايركس